# 1402-es mellékút (Magyarország)
Az 1402-es mellékút egy bő 7 kilométer hosszú, négy számjegyű mellékút Győr-Moson-Sopron vármegyében; az 1-es főúttól húzódik a Szigetköz főútjának számító 1401-es útig.

## Nyomvonala
Öttevény és Mosonszentmiklós határvonalán ágazik ki az 1-es főútból, annak a 145+150-es kilométerszelvénye táján, északkelet felé; tulajdonképpen az ugyanott véget érő 8417-es út egyenes folytatásának tekinthető. Mosonszentmiklóst ennél jobban nem is érinti, de Öttevény területét is elhagyja még az első kilométere előtt; onnantól Mecsér határai közt halad tovább.
A negyedik kilométere után éri el Mecsér első házait, ahol előbb Fő utca, majd egy közel derékszögű irányváltás után Dózsa utca lesz a neve. A központot és az 5. kilométerét elhagyva visszatér az északkeleti irányhoz, utolsó itteni szakaszán a Híd utca nevet viseli. 5,4 kilométer után éri el a Mosoni-Duna folyását, amit – az előbbi nevéhez híven – híddal keresztez, s a túlparton Hédervár lakatlan külterületei között folytatódik. Hamarosan keletnek fordul, a 7. kilométere táján pedig átszeli Ásványráró határát. Zsejkepuszta településrész északi peremén ér véget, beletorkollva az 1401-es útba, annak a 14+650-es kilométerszelvénye közelében.
Teljes hossza, az országos közutak térképes nyilvántartását szolgáló kira.kozut.hu adatbázisa szerint 7,312 kilométer.

## Települések az út mentén
- (Mosonszentmiklós)
- (Öttevény)
- Mecsér
- (Hédervár)
- Ásványráró-Zsejkepuszta